# Ash Is Purest White
Ash Is Purest White (en chino, 江湖儿女; en pinyin, Jiang hu er nü; lit., Sons and Daughters of Jianghu; en Hispanoamérica, Esa Mujer) es una película china de drama 2018 dirigido por Jia Zhangke. Fue seleccionada para competir por la Palma de Oro en el Festival de cine de Cannes 2018.
La historia se basa libremente en el líder de una pandilla de la infancia de Jia Zhangke, a quien había admirado como modelo a seguir.

## Argumento
En 2001, Qiao (Zhao Tao) y su novio Bin (Liao Fan), un jefe de la mafia, tienen mucho poder en Datong, una antigua ciudad minera que se ha empobrecido desde que bajaron los precios del carbón. Después de que el jefe de Bin es asesinado, Qiao sugiere que huyan de todo y se casen, pero Bin no está interesado. Una noche, un grupo de motociclistas atacan a Bin y su conductor, pretendiendo destronarlo. Qiao agarra la pistola de Bin y dispara dos tiros de advertencia al aire, asustando a los atacantes.
La policía le dice a Qiao que el arma es de propiedad ilegal y le pregunta de quién es; ella afirma repetidamente que es de ella. Pasa cinco años en prisión por poseer un arma de fuego ilegal, pero Bin no la visita durante ese tiempo. Después de que Qiao es liberado, ella intenta llamarlo, pero parece que nunca logra ponerse en contacto. Ella viaja en barco a la ciudad de Hubei, provincia donde vive Bin, pero en cambio es recibido por la nueva novia de Bin; mientras tanto, Bin se esconde en otra habitación. Qiao dice que si quiere romper con ella, tendrá que decírselo él mismo. Casi no tiene dinero a su nombre, por lo que estafa a algunos extraños por dinero y comida. Contrata a un conductor de motocicleta para que la lleve a la planta de energía donde cree que Bin trabaja, y en el camino el conductor sugiere que tengan relaciones sexuales. Aprovecha esta oportunidad para robarle la bicicleta, y cuando llega a la planta de energía le informa a un oficial de policía que el conductor intentó violarla y que debería llamar a su novio Bin. Esto finalmente obliga a Bin a verla.
En una habitación de hotel, Bin dice que es un hombre cambiado, que ya no es un gángster "jianghu" y que ya no tiene lugar en su vida para Qiao. Nunca podrá volver a Datong porque ha perdido todo el respeto que alguna vez tuvo allí. Qiao dice que ella le salvó la vida y asumió la culpa por él: debería haberla estado esperando el día que salió de la cárcel. Como él se niega a decirlo, ella finalmente dice que su relación ha terminado y él se va. En un tren de regreso a Datong, conoce a un pasajero que afirma estar desarrollando una empresa de turismo de caza de ovnis y la invita a unirse a él después de que ella afirma haber visto una. Pero después de que se transfieren a otro tren, admite que todo fue una mentira. Se baja del tren, ve un objeto brillante volar rápidamente sobre su cabeza y regresa a Datong.
Años después, en 2017, Qiao recibe una llamada de Bin y, cuando se lo encuentra, lo encuentra en silla de ruedas. Ella lo lleva de regreso a su antiguo salón de juego donde ahora trabaja y muchos de sus viejos amigos están felices de verlo. Está cerrado y de mal genio, inmediatamente comienza peleas, y Qiao casi lo echa. Él le dice que tuvo un derrame cerebral por beber demasiado y ella busca un médico para ayudarlo a rehabilitarlo. Cuando puede caminar de nuevo, se escapa del edificio de Qiao con solo un breve mensaje de voz para decir que se ha ido. Qiao va a la puerta principal cuando se entera de que se ha ido, pero no puede verlo.

## Reparto
- Zhao Tao como Zhao Qiao
- Liao Fan como Guo Bin
- Diao Yi'nan Diao como Jiadong Lin
- Ding Jiali
- Feng Xiaogang
- Xu Zheng
- Zhang Yibai

## Recaudación
Ash Is Purest White recaudó $422,814 en los Estados Unidos y Canadá, y $11.6 millones en otros territorios, para un total mundial de $12 millones de dólares.

## Recepción de la crítica
En el agregador de reseñas Rotten Tomatoes, la película tiene una calificación de aprobación del 99% basada en 154 reseñas, con una calificación promedio de 8.1 sobre 10. El consenso crítico del sitio web dice: «Ash Is Purest White encuentra al escritor y director Jia Zhangke revisando temas familiares mientras continúa observando la sociedad china moderna con un ojo empático y urgente». En Metacritic, la película tiene un puntaje promedio ponderado de 85 sobre 100, basado en 34 críticas, lo que indica "aclamación universal". AA Dowd de The A.V. Club le dio a la película una B+. Se ha destacado el tema del autosacrificio en lugar de la venganza, en el contexto del desarrollo de China. Barack Obama incluyó la película en su lista de favoritas de fin de año de 2019.

## Premios y nominaciones
| Año  | Premio                                                        | Categoría                                     | Receptor            | Resultado |
| ---- | ------------------------------------------------------------- | --------------------------------------------- | ------------------- | --------- |
| 2018 | Adana Film Festival                                           | Mejor Película                                | Ash Is Purest White | Nominado  |
| 2018 | Asia Pacific Screen Awards                                    | Mejor actuación de una actriz                 | Zhao Tao            | Ganador   |
| 2018 | Asian Film Festival Barcelona                                 | Mejor Película                                | Ash Is Purest White | Ganador   |
| 2018 | Festival de Cine de Cannes                                    | Palma de Oro                                  | Ash Is Purest White | Nominado  |
| 2018 | Chicago International Film Festival                           | Mejor Actriz                                  | Zhao Tao            | Ganador   |
| 2018 | Chicago International Film Festival                           | Mejor Director                                | Jia Zhangke         | Ganador   |
| 2018 | Chicago International Film Festival                           | Mejor Película                                | Ash Is Purest White | Nominado  |
| 2018 | Denver International Film Festival                            | Premio Krzysztof Kieslowski (Mención Honrosa) | Jia Zhangke         | Ganador   |
| 2018 | Denver International Film Festival                            | Mejor Largometraje                            | Ash Is Purest White | Nominado  |
| 2018 | Ghent International Film Festival                             | Mejor Película                                | Ash Is Purest White | Nominado  |
| 2018 | Golden Horse Film Festival                                    | Mejor Actriz Principal                        | Zhao Tao            | Nominado  |
| 2018 | International Cinematographers' Film Festival Manaki Brothers | Camara 300 de Plata                           | Eric Gautier        | Ganador   |
| 2018 | International Cinematographers' Film Festival Manaki Brothers | Camara 300 de Oro                             | Eric Gautier        | Nominado  |
| 2018 | International Cinephile Society Cannes Awards                 | Premio del Jurado                             | Jia Zhangke         | Ganador   |
| 2018 | International Cinephile Society Cannes Awards                 | Mejor Actriz                                  | Zhao Tao            | Ganador   |
| 2018 | Festival de Cine de Jerusalén                                 | Mejor Película Internacional                  | Ash Is Purest White | Nominado  |
| 2018 | Minsk International Film Festival "Listapad"                  | Mejor Director                                | Jia Zhangke         | Ganador   |
| 2018 | Minsk International Film Festival "Listapad"                  | Mejor Actriz                                  | Zhao Tao            | Ganador   |
| 2018 | Minsk International Film Festival "Listapad"                  | Mejor Película                                | Ash Is Purest White | Nominado  |
| 2018 | Munich Film Festival                                          | Mejor Película Internacional                  | Ash Is Purest White | Nominado  |
| 2018 | New Era Film Festival                                         | Mejor Película                                | Ash Is Purest White | Ganador   |
| 2018 | New Era Film Festival                                         | Mejor Actriz                                  | Zhao Tao            | Nominado  |
| 2018 | Oslo Films From the South Festival                            | Mejor Largometraje                            | Ash Is Purest White | Nominado  |
| 2018 | Festival Internacional de Cine de San Sebastián               | Premio de la Audiencia Ciudad de Donostia     | Ash Is Purest White | Nominado  |
| 2019 | Asian Film Awards                                             | Mejor Guion                                   | Jia Zhangke         | Ganador   |
| 2019 | Asian Film Awards                                             | Mejor Actriz                                  | Zhao Tao            | Nominado  |
| 2019 | Asian Film Critics Association Awards                         | Mejor Actriz                                  | Zhao Tao            | Ganador   |
| 2019 | Asian Film Critics Association Awards                         | Mejor Película                                | Ash Is Purest White | Nominado  |
| 2019 | Asian Film Critics Association Awards                         | Mejor Director                                | Jia Zhangke         | Nominado  |
| 2019 | Asian Film Critics Association Awards                         | Mejor Actor                                   | Liao Fan            | Nominado  |
| 2019 | Asian Film Critics Association Awards                         | Mejor Guion                                   | Jia Zhangke         | Nominado  |
| 2019 | Beijing Student Film Festival                                 | Mejor Actor                                   | Liao Fan            | Nominado  |
| 2019 | Beijing Student Film Festival                                 | Mejor Director                                | Jia Zhangke         | Nominado  |
| 2019 | Beijing Student Film Festival                                 | Mejor Película                                | Ash Is Purest White | Nominado  |
| 2019 | Beijing Student Film Festival                                 | Gran Premio del Jurado                        | Jia Zhangke         | Nominado  |
| 2019 | British Independent Film Awards                               | Mejor Película Independiente Internacional    | Ash Is Purest White | Nominado  |
| 2019 | China Film Director's Guild Awards                            | Mejor Director                                | Jia Zhangke         | Ganador   |
| 2019 | China Film Director's Guild Awards                            | Mejor Actor                                   | Liao Fan            | Nominado  |
| 2019 | China Film Director's Guild Awards                            | Mejor Actriz                                  | Zhao Tao            | Nominado  |
| 2019 | China Film Director's Guild Awards                            | Mejor Película                                | Ash Is Purest White | Nominado  |
| 2019 | China Film Director's Guild Awards                            | Mejor Guion                                   | Jia Zhangke         | Nominado  |
| 2019 | Chinese Film Media Awards                                     | Mejor Actor                                   | Liao Fan            | Nominado  |
| 2019 | Chinese Film Media Awards                                     | Mejor Actriz                                  | Zhao Tao            | Nominado  |
| 2019 | Dublin Film Critics Circle Awards                             | Mejor Película                                | Ash Is Purest White | Nominado  |
| 2019 | Dublin International Film Festival                            | Premio Especial del Jurado                    | Jia Zhangke         | Ganador   |
| 2019 | Guangzhou Student Film Festival                               | Guion Favorito                                | Jia Zhangke         | Nominado  |
| 2019 | Guangzhou Student Film Festival                               | Película Romántica Favorita                   | Ash Is Purest White | Nominado  |
| 2019 | Hong Kong Film Awards                                         | Mejor Película en Chino de las Dos Costas     | Ash Is Purest White | Nominado  |
| 2019 | Huading Awards                                                | Mejor Actriz                                  | Zhao Tao            | Nominado  |
| 2019 | Huading Awards                                                | Mejor Director                                | Jia Zhangke         | Nominado  |
| 2019 | Indiewire Critics' Poll                                       | Mejor Película en Idioma Extranjero           | Ash Is Purest White | Nominado  |
| 2019 | Indiewire Critics' Poll                                       | Mejor Actriz Principal                        | Zhao Tao            | Nominado  |
| 2019 | International Cinephile Society Awards                        | Mejor Actriz                                  | Zhao Tao            | Nominado  |
| 2019 | International Cinephile Society Awards                        | Mejor Película                                | Ash Is Purest White | Nominado  |
| 2019 | International Cinephile Society Awards                        | Mejor Película no realizada en 2018           | Ash Is Purest White | Ganador   |
| 2019 | International Cinephile Society Awards                        | Premio del Jurado (Cannes Award)              | Jia Zhangke         | Ganador   |
| 2019 | International Cinephile Society Awards                        | Mejor Actriz (Cannes Award)                   | Zhao Tao            | Ganador   |
| 2019 | Miami Film Festival                                           | Gran Premio del Jurado a Mejor Película       | Ash Is Purest White | Nominado  |
| 2019 | Movie Heroes Awards China                                     | Mejor Dirección de Arte                       | Liu Weixin          | Nominado  |
| 2019 | Palm Springs International Film Festival                      | Premio Ricky Jay Magic of Cinema              | Jia Zhangke         | Nominado  |
| 2019 | Shanghai Film Critics Awards                                  | Top Ten Films                                 | Ash Is Purest White | Ganador   |
| 2019 | Subversive Festival                                           | Mejor Largometraje                            | Ash Is Purest White | Nominado  |
| 2019 | To Ten Chinese Films Festival                                 | Película Excepcional                          | Ash Is Purest White | Ganador   |
| 2019 | To Ten Chinese Films Festival                                 | Mejor Actor en un Rol Protagónico             | Liao Fan            | Ganador   |
| 2019 | To Ten Chinese Films Festival                                 | Mejor Actriz en un Rol Protagónico            | Zhao Tao            | Ganador   |
| 2019 | To Ten Chinese Films Festival                                 | Mejor Dirección                               | Jia Zhangke         | Ganador   |
| 2019 | To Ten Chinese Films Festival                                 | Mejor Actriz de la Década                     | Zhao Tao            | Ganador   |
| 2019 | To Ten Chinese Films Festival                                 | Mejor Actor de la Década                      | Liao Fan            | Ganador   |
| 2019 | To Ten Chinese Films Festival                                 | Mejor Director de la Década                   | Jia Zhangke         | Ganador   |
| 2019 | To Ten Chinese Films Festival                                 | Mejor Canción Original                        | «Jiang Hu Er Nv»    | Nominado  |
| 2019 | To Ten Chinese Films Festival                                 | Mejor Guion                                   | Jia Zhangke         | Nominado  |
| 2019 | Weibo Awards Ceremony                                         | Mejor Actriz                                  | Zhao Tao            | Nominado  |
| 2019 | Weibo Awards Ceremony                                         | Mejor Actor                                   | Liao Fan            | Nominado  |
| 2019 | Women Film Critics Circle Awards                              | Mejor Actriz                                  | Zhao Tao            | Nominado  |
| 2020 | National Society of Film Critics Awards USA                   | Mejor Actriz                                  | Zhao Tao            | Nominado  |